# Heteropternis descampsi
Heteropternis descampsi är en insektsart som beskrevs av Roger Roy 1969. Heteropternis descampsi ingår i släktet Heteropternis och familjen gräshoppor. Inga underarter finns listade i Catalogue of Life.